# Марченко, Вячеслав Иванович
Вячеслав Иванович Марченко (22 ноября 1930, Старая Русса — 6 сентября 1996) — советский и русский писатель-маринист, публицист.

## Биография
Вячеслав Иванович Марченко родился 22 ноября 1930 года в Старой Руссе. Раннее детство провёл в деревне Пустошь, где жила его бабушка Прасковья Дмитриевна. Его дед Семён Григорьевич, когда-то владевший лавкой, позднее водил плоты по Ильменю и Ловати. Мать, Евгения Семёновна Паленова, работала учительницей в деревнях Подгощи и Коростынь. Затем семья переехала в Ленинград, но перед войной вернулась в деревню. В 1944—1947 годах В. Марченко проходил обучение в кронштадтской Школе юнг. Закончив её, в 1947 году был направлен для прохождения службы на линкор «Октябрьская революция». Через пять лет он поступил в Высшее военно-морское училище им. Фрунзе, но из-за болезни не закончил его.
После демобилизации в 1952 году В. И. Марченко поступил в Литературный институт им. А.М. Горького. После окончания в 1958—1960 годах работал там же заведующим производственной практикой. Позднее — заместителем главного редактора издательства «Современник», заместителем председателя ревизионной комиссии Союза писателей РСФСР и председателем ревкомиссии Московской писательской организации. Избирался депутатом Октябрьского районного Совета народных депутатов города Москвы от 74 избирательного округа.
Скончался Вячеслав Иванович Марченко 6 сентября 1996 года.

## Творчество
Ещё обучаясь в школе юнг, В. И. Марченко начал писать свои первые рассказы. Посвящены они были морю и романтике морской службы. За годы работы как писатель-маринист Марченко создал десятки произведений о моряках военного и торгового флотов. Но писал он не просто о профессии, которую знал до тонкостей, а о дружбе, товариществе, о нелегких судьбах героев. В романе «Ветры низких широт» автор говорит: «Во все века не было ничего крепче дружбы, рождённой корабельной жизнью, и не было ничего дороже святого флотского товарищества!». Сюжеты нескольких произведений автора («Верховье», «Ленты-бантики», «Год без весны», «Севера́») связаны фигурой их главного героя — сначала юнги, а потом морского офицера Александра Паленова. Проза В. И. Марченко во многом автобиографична.

## Семья
Вторым браком был женат на Виктории Анатольевне Софроновой (1931—2000), дочери главного редактора «Огонька» Анатолия Владимировича Софронова и бывшей гражданской жене Василия Шукшина (1929—1974).

## Произведения

### Романы и повести
- Большой каботаж — Молодая гвардия, 1964.
- Голубой вымпел — Советская Россия, 1964.
- Пройди свой путь — Московский рабочий, 1972, 75 000 экз.
- Равновесие — Советская Россия, 1973.
- Воробьиная ночь — Современник, 1976.
- Год без весны — Советский писатель, 1978, 30 000 экз.
- Год без весны — Роман-газета. — 1978. — № 12.
- Страницы памяти — Современник, 1979, 50 000 экз.
- Севера — Воениздат, 1980.
- Севера — Воениздат, 1981.
- Избранное — Художественная литература, 1982, 50 000 экз.
- Место встречи — Современник, 1982.
- Тверской бульвар — Московский рабочий, 1984.
- Повести — Советская Россия, 1985, 100 000 экз.
- По местам стоять — Воениздат, 1985, 100 000 экз.
- Словенское море — Советский писатель, 1987, 30 000 экз.
- Шелоник — Современник, 1988.
- Ветры низких широт — Воениздат, 1989.

### Переведённые на иностранные языки
- Година без пролёт /Год без весны/ — перевод на болгарский, «Военно издателство», София, 1980.
- Bind einem Vogel die Flǖgel /Последний нонешний денёчек/ — перевод на немецкий, Берлин, 1980.
- The Haunted Wood /Ворховье/ — перевод на английский, «Progress Publishers», Москва, 1981.

### В сборниках (избранное)
- С острогой // Добрый почин. — Молодая гвардия, 1959.
- В низовье // Стрелка. —1960. — № 3.
- Чудится // Рассказ-77. — Современник, 1978.
- Веники // У древних стен, у Ильмень-озера. — Современник,1980.
- Калачёвы // Время действия — наши дни. — Советский писатель,1981.
- Незримые миру слёзы // Москве—25. — Московский рабочий, 1983.
- Словенское море // Соки земли. — Советский писатель,1985.
- Андрианов и Атаманов // Бег времени летящий. — Советская Россия. — 1986.

### Публикации в журналах (избранное)
- Гости Москвы /репортаж/ — Пограничник. — 1959. — № 19.
- Древний путь. — Октябрь.— 1963. — № 5.
- На исповедь. —Молодая гвардия. — 1967. — № 9-10.
- Равновесие. — Москва. — 1973. — № 4.
- Ленты-бантики. — Наш современник. — 1977. — № 7.
- Севастопольская хроника. — Морской сборник. — 1987. — № 7.
- Нам его не хватает /о Ф. А. Абрамове/ — Слово. — 1989. — № 2.
- Хлеб наш насущный. — Литературная Россия. — 1990. — октябрь.
- Степаныч; Воронья слободка. — Север. — 1993. — № 3.
- Верхний рубочный люк. — Пограничник. — 1993. — № 7.
- Советские адмиралы. — Слово. — 1996. — № 7-8.
- Якорная площадь. — Юнга. — 1996. — № 1-4.
- Отряд вновьстроящихся. — Воин России. — 2008. — № 10. — С.8-39.

## Отзывы
На Всесоюзном съезде советских писателей в 1978 году В. Астафьев:
Любить человека, пусть передового, советского, — это не значит заискивать, приседать перед ним. Об этом напоминает нам сегодняшний герой — командир боевого советского крейсера — из лучшей, на мой взгляд, вещи, написанной в последние годы о советской армии, — повести «Год без весны» Вячеслава Марченко.

## Премии
- 23 апреля 1981 года удостоен Литературной премии Министерства обороны за яркое художественное отображение героико-патриотической темы в романе «Севера́».
- Постановлением № 10 от 13 июля 1993 года Международной ассоциации писателей баталистов и маринистов удостоен премии имени В. Пикуля за роман «Ветры низких широт».
- Премия имени А. Фадеева.

## Награды
- Орден «Знак Почёта»
- Орден Дружбы народов (1984)
- Медаль «За укрепление боевого духа»

## Память
В 2000 году имя писателя В. И. Марченко было присвоено библиотеке в его родном городе Старая Русса. Там же открыт музей писателя.